# D604 (Seine-et-Marne)
De D604 is een departementale weg in het Franse departement Seine-et-Marne ten oosten van Parijs. De weg loopt van de grens met Val-de-Marne naar de N4 bij Pontault-Combault. In Val-de-Marne loopt de weg als D4 verder richting Parijs.

## Geschiedenis
Oorspronkelijk was de D604 onderdeel van de N304. In 1949 is deze weg bij de N4 gevoegd. In 2006 is dit deel van de N4 overgedragen aan het departement en omgenummerd tot D604.